# Begonia zenkeriana
Espèce
Synonymes
- Begonia zenkeri Irmsch.[1]

Statut de conservation UICN

 VU B1ab(iii)+2ab(iii) : Vulnérable
Begonia zenkeriana L.B.Sm. & Wassh. est une espèce de plantes de la famille des Begoniaceae. Ce bégonia est endémique du Cameroun, où la survie de l'espèce est menacée par la perte de son habitat.

## Description
C'est une herbe rhizomateuse pouvant atteindre 33 cm de hauteur. Elle se distingue par ses fleurs blanches ou roses (et non jaunes). On la trouve dans des zones marécageuses de la forêt montagnarde de basse altitude, particulièrement le long des cours d'eau.

## Distribution
Endémique du Cameroun, assez rare, l'espèce a été observée sur une dizaine de sites au sud du pays, dans la zone Kribi-Campo-Ebolowa-Lolodorf.

## Classification
Begonia zenkeriana fait partie de la section Scutobegonia du genre Begonia, famille des Begoniaceae.
En classification phylogénétique APG IV (2016), comme classification phylogénétique APG III (2009), celle-ci est classée dans l'ordre des Cucurbitales, alors que dans la classification classique de Cronquist (1981) les Begoniaceae font partie de l'ordre des Violales.
L'espèce a d'abord été décrite par Edgar Irmscher sous le nom de Begonia zenkeri. Par la suite il s'est avéré que ce nom constituait l'un des synonymes de Begonia macrocarpa Warb. (B. zenkeri Warb. ex Exell), et ne pouvait donc être conservé. En 1984, Lyman Bradford Smith et Dieter Carl Wasshausen ont alors transformé l'épithète en zenkerana, qui a à son tour été modifié en zenkeriana, en conformité avec les recommandations taxonomiques. Son épithète spécifique zenkeriana rend hommage au botaniste allemand Georg August Zenker, qui découvrit le spécimen-type à Bipindi, au sud du Cameroun en avril 1904.
Publication originale : Phytologia 56: 16. 1984.

## Statut de conservation
Elle est menacée par la perte de son habitat de plusieurs façons, selon le site : collecte du bois, projets industriels (hydroélectricité, pétrole, gas), exploitation de l'or ou développement touristique. Niveau de menace : vulnérable (VU) selon l'UICN en 2011.